# 三宝海運
三宝海運株式会社（さんぽうかいうん）は、かつて日本にあった海運会社。
愛媛県今治市に本社を置き、兵庫県神戸市の神戸港（東神戸フェリーセンター）から愛媛県今治市の今治港を経由して愛媛県松山市の松山観光港を結ぶフェリー航路を運航していた。

## 歴史
1981年に松山延航を目指し、「ほわいとさんぽう2」を投入した。本船は、他社の反発を避ける為、就航まで8,800総トンと公表されていた。1984年に松山延航をするが、同業他社の強い反対を受けた。しかし、様々な条件を与える形で解決し、念願の松山延航を実現させた。しかし、初代ほわいとさんぽうの売船の遅れ、本四架橋、阪神大震災、ライバルのフェリー会社の航路および船舶の充実などの影響を受け経営悪化し倒産。1997年に会社は解散した。

### 沿革
- 1912年 - 越智郡伯方町で海運業を創業[1]。
- 1959年 - 三宝海運株式会社を設立。
- 1966年 - 本社を越智郡伯方町木浦から今治市に移転[2]。
- 1972年 - 神戸〜今治航路開設。「ほわいとさんぽう」就航[2]。
- 1981年 - 「ほわいとさんぽう2」就航[3]。
- 1984年 - 神戸〜今治〜松山航路開設。
- 1995年 - 愛媛県信用農業協同組合連合会が松山地方裁判所に会社更生法の適用を申し立て倒産[4]。
- 1996年 - 大阪商船三井船舶（現・商船三井）が支援を開始。
- 1997年10月1日 - 愛媛阪神フェリーに営業権を譲渡し、会社解散。

## 航路
- 神戸港 - 今治港 - 松山観光港

所要時間は、神戸〜今治間が7時間50分（のち7時間20分）、今治〜松山間が1時間40分だった。
共同運航していた愛媛阪神フェリーとは一日2便体制で、土曜は夜便のみとし　一週間ごとに昼便と夜便の入れ替えが行われていたが、末期には愛媛阪神フェリーが松山寄港を取りやめた為に固定配船となり、神戸発22：40、今治発14：30の便に固定された。

## 船舶
- ほわいとさんぽう

1972年7月、福岡造船建造（F-1008番船）。4,384総トン、全長125.6m、幅19.6m、最大出力6500PS×2基、航海速力19ノット（最大23ノット）。
旅客定員1,045名。車両搭載数：約60台（8tトラック換算）、乗用車約62台。
白一色のスマートな船体に三宝海運のマークである赤い三本ラインの巻かれた一本煙突が特徴。1987年、パナマに売船されsweetbabyと改名。
- ほわいとさんぽう2

1981年6月、林兼船渠下関建造（S-1240番船）。10,181.97総トン、全長155.6m、幅23.6m、最大出力11,700PS×2基、航海速力21.1ノット（最大24ノット）。
旅客定員1,050名。車両搭載数：トラック約88台（8tトラック換算）、乗用車約52台。
QE2風の形状をした赤い2本煙突と船体に大きく描かれたリズミカルな鳳凰の絵が特徴。スタンスラスターを装備しておらず、今治および松山港への入出港時は曳舟を必要とした。
就航当時は　トラック輸送重視型フェリーが大半を占める中、本船は高い天井などによるシティホテルを連想させる豪華かつ洒落た内装、旅客用昇降エスカレーター、割烹、クラブ、スナック、レストラン、展望大浴場、ゲームコーナー、売店などの施設を充実させ、久々の超豪華フェリーの登場として中距離フェリーにもかかわらず話題を集めた。後に登場した他社の豪華フェリーの手本となった。また就航直後、愛媛地方にて「♪ほわいとさんぽぉー・・・♪」と船内設備を映しながらテレビCMを放送していた。
航路廃止後は愛媛阪神フェリーに譲渡され、神戸の使用バースを東神戸フェリーセンターから六甲アイランドフェリーターミナルに移転したことに伴い、右舷後部に車両積み込み口が設けられた。同社の末期は唯一の所有船として運用された。その後、フィリピンに売船されてSUPERFERRY14と改名。2004年2月、テロリズムによる爆破火災により全損。